# 王虔休
王虔休（737年—799年），原名王延貴，字君佐，汝州人，唐代軍事人物，曾任昭義節度使，加檢校工部尚書。
善於音樂、武藝，早年任汝州刺史李深之部將。昭義節度使李抱真聞王延貴有才，特意向李深借將，收王延貴入幕府，任昭義押衙。延貴隨抱真四處征戰，皆身先士卒，不畏弓矢，晉為步兵都虞侯，朝廷封為御史中丞。
貞元十年（794年），昭義節度使李抱真去世，元誼與元促經認為應該要立抱真之子李緘世襲，延貴反對，認為應該歸順朝廷，而後延貴被朝廷立為留後，賜名王虔休，元誼非常不滿，要求以洺州、磁州、邢州另作一軍，虔休怒而討伐元誼，元誼詐降；王虔休以裨將率領二千人入洺州城接收，元誼將他們全部殺死，但兩方的征戰，元誼畢竟失利，還是率領洺州士卒五千人、百姓五萬家投奔魏博。
貞元十二年（796年），王虔休真除為昭義節度使。

## 延伸阅读
[在维基数据编辑]
 在维基文库阅读此作者作品
 《舊唐書·卷132》，出自刘昫《舊唐書》
 《新唐書·卷147》，出自《新唐書》